# طارق ثابت
طارق ثابت (من مواليد قابس في 16 أوت 1971)، مدرب ولاعب دولي تونسي سابق. أمضى ثابت الذي كان يشغل خطة ظهير أيمن، كل مسيرته الرياضية على مستوى النخبة في فريق الترجي الرياضي التونسي وفاز معه بألقاب عديدة. بدأ مسيرته في شبيبة وذرف قبل أن ينتقل إلى صفوف الترجي في بداية التسعينات.
تألق بصفة خاصة في موسمي 93، و94 وقد فاز بجائرة أفضل لاعب في البطولة العربية للأندية البطلة لسنة 1993. سنة 1994 كان من ضمن الفريق الفائزة بالكأس الإفريقية للأندية البطلة أمام نادي الزمالك. شارك مع المنتخب التونسي في كأس إفريقيا سنوات 1994، 1998، 2000 وكأس العالم سنتي 1998 و2002. فقد مكانه تدريجيا في المنتخب لصالح حاتم الطرابلسي.
لعب مع المنتخب 72 مباراة دولية وسجل 3 أهداف. اعتزل في بداية موسم 2004-2005 بعد هزيمة الترجي أمام نادي إنيمبا في نصف نهائي دوري أبطال إفريقيا. درب بعد اعتزاله فريق المستقبل الرياضي القابسي. عين في 14 أفريل 2005 كمساعد لروجيه لومار، ثم كمدرب للملعب القابسي (موسم 2007-2008) فمدربا لجندوبة الرياضية (موسم 2008-2009) كما درب أيضا فريق الاهلي الليبي.
تولى في 27 مايو 2023 خطّة مدير رياضي ورئيس لجنة الانتدابات في فرع كرة القدم بنادي الترجي الرياضي التونسي.

## روابط خارجية
- طارق ثابت على موقع الاتحاد الدولي (مؤرشف)  (الإنجليزية)
- طارق ثابت على موقع قاعدة بيانات كرة القدم.إي يو (الإنجليزية)
- طارق ثابت على موقع ناشيونال فوتبول تيمز (الإنجليزية)
- طارق ثابت على موقع كووورة